# Listă de filme cu monștri giganți
Aceasta este o listă de filme cu monștri giganți (denumiți kaiju în Japonia):
| Nume                                                              | An   | Țară                                   | Descriere                                                                           | Note          |
| ----------------------------------------------------------------- | ---- | -------------------------------------- | ----------------------------------------------------------------------------------- | ------------- |
| 20 Million Miles to Earth                                         | 1957 | United States                          | Extratereștri de pe planeta Venus                                                   | [ 1 ]         |
| All Monsters Attack                                               | 1969 | Japan                                  | Godzilla / daikaiju                                                                 | [ 2 ]         |
| Alligator                                                         | 1980 | USA                                    | Giant alligator                                                                     | [ 3 ]         |
| Always Zoku Sanchōme no Yūhi                                      | 2007 | Japan                                  | Godzilla / daikaiju                                                                 | [ 2 ]         |
| Anacondas: The Hunt for the Blood Orchid                          | 2004 | United States                          | snakes                                                                              | [ 4 ]         |
| Aqua Teen Hunger Force Colon Movie Film for Theaters              | 2007 | United States                          | Insanoflex / robot                                                                  | [ 5 ]         |
| Attack of the 50 Foot Woman                                       | 1958 | United States                          | human                                                                               | :18           |
| Attack of the Giant Leeches                                       | 1959 | United States                          | Giant leech                                                                         | [ 8 ]         |
| The Beast From 20,000 Fathoms                                     | 1953 | United States                          | Rhedosaurus                                                                         | :28–37        |
| The Beast of Hollow Mountain                                      | 1956 | United States                          | Allosaurus                                                                          | :37–42        |
| Beginning of the End                                              | 1957 | United States                          | radioactive grasshoppers                                                            | [ 10 ] [ 7 ]  |
| Big Ass Spider!                                                   | 2013 | United States                          | giant spider                                                                        | [ 11 ]        |
| Clash of the Titans                                               | 2010 | United States, United Kingdom          | monsters from Greek mythology                                                       | [ 4 ]         |
| Cloverfield                                                       | 2008 | United States                          | Clover                                                                              | [ 6 ]         |
| Colossal                                                          | 2016 | Canada/Spain                           | unknown creature                                                                    | [ 12 ] [ 13 ] |
| Daimajin                                                          | 1966 | Japan                                  | Daimajin                                                                            | [ 14 ]        |
| The Deadly Mantis                                                 | 1957 | United States                          | Praying mantis                                                                      | [ 15 ]        |
| Destroy All Monsters                                              | 1968 | Japan                                  | Godzilla / daikaiju                                                                 | [ 2 ]         |
| Eight Legged Freaks                                               | 2002 | United States, Germany, Australia      | giant spiders                                                                       | [ 4 ]         |
| Galaxy Quest                                                      | 1999 | United States                          | Gorignak (rock monster)                                                             | [ 16 ]        |
| Gamera                                                            | 1965 | Japan                                  | Gamera / daikaiju                                                                   | [ 17 ] [ 18 ] |
| Gamera 2: Attack of Legion                                        | 1996 | Japan                                  | Gamera / daikaiju                                                                   | [ 1 ]         |
| Gamera vs. Barugon                                                | 1966 | Japan                                  | Gamera / daikaiju                                                                   | [ 18 ]        |
| Gamera vs. Guiron                                                 | 1969 | Japan                                  | Gamera / daikaiju                                                                   | [ 18 ]        |
| Gamera vs. Gyaos                                                  | 1967 | Japan                                  | Gamera / daikaiju                                                                   | [ 18 ]        |
| Gamera vs. Jiger                                                  | 1970 | Japan                                  | Gamera / daikaiju                                                                   | [ 18 ]        |
| Gamera vs. Viras                                                  | 1968 | Japan                                  | Gamera / daikaiju                                                                   | [ 18 ]        |
| Gamera vs. Zigra                                                  | 1971 | Japan                                  | Gamera / daikaiju                                                                   | [ 18 ]        |
| Ghidorah, the Three-Headed Monster                                | 1964 | Japan                                  | Godzilla / daikaiju                                                                 | [ 2 ]         |
| Ghostbusters                                                      | 1984 | United States                          | Stay Puft Marshmallow Man                                                           | [ 19 ]        |
| The Giant Claw                                                    | 1957 | United States                          | extraterrestrial prehistoric bird                                                   | [ 20 ]        |
| The Giant Gila Monster                                            | 1959 | United States                          | beaded lizard                                                                       | [ 21 ]        |
| Godzilla                                                          | 1954 | Japan                                  | Godzilla                                                                            | :Chapter 3    |
| Godzilla                                                          | 1998 | United States, Japan                   | daikaiju                                                                            | [ 2 ]         |
| Godzilla                                                          | 2014 | United States                          | Godzilla / daikaiju                                                                 | [ 2 ]         |
| Godzilla 2000                                                     | 1999 | Japan                                  | Godzilla / daikaiju                                                                 | [ 2 ]         |
| Godzilla Against Mechagodzilla                                    | 2002 | Japan                                  | Godzilla / daikaiju / mecha                                                         | :Chapter 32   |
| Godzilla: Final Wars                                              | 2004 | Japan                                  | Godzilla / daikaiju                                                                 | [ 2 ]         |
| Godzilla, Mothra and King Ghidorah: Giant Monsters All-Out Attack | 2001 | Japan                                  | Godzilla / daikaiju                                                                 | [ 2 ] [ 1 ]   |
| Godzilla Raids Again                                              | 1955 | Japan                                  | Godzilla / daikaiju                                                                 | [ 2 ]         |
| Godzilla: Tokyo S.O.S.                                            | 2003 | Japan                                  | Godzilla / daikaiju / mecha                                                         | [ 2 ]         |
| Godzilla vs. Biollante                                            | 1989 | Japan                                  | Godzilla / daikaiju                                                                 | :Chapter 28   |
| Godzilla vs. Destoroyah                                           | 1995 | Japan                                  | Godzilla / daikaiju                                                                 | :Chapter 33   |
| Godzilla vs. Gigan                                                | 1972 | Japan                                  | Godzilla / daikaiju                                                                 | :Chapter 20   |
| Godzilla vs. Hedorah                                              | 1971 | Japan                                  | Godzilla / daikaiju                                                                 | [ 2 ] [ 23 ]  |
| Godzilla vs. King Ghidorah                                        | 1991 | Japan                                  | Godzilla / daikaiju                                                                 | [ 2 ]         |
| Godzilla vs. Mechagodzilla                                        | 1974 | Japan                                  | Godzilla / daikaiju / mecha                                                         | [ 2 ]         |
| Godzilla vs. Mechagodzilla II                                     | 1993 | Japan                                  | Godzilla / daikaiju / mecha                                                         | [ 2 ]         |
| Godzilla vs. Megaguirus                                           | 2000 | Japan                                  | Godzilla / daikaiju                                                                 | [ 2 ]         |
| Godzilla vs. Megalon                                              | 1973 | Japan                                  | Godzilla / daikaiju                                                                 | :Chapter 21   |
| Godzilla vs. Mothra                                               | 1992 | Japan                                  | Godzilla / daikaiju                                                                 | [ 2 ]         |
| Godzilla vs. The Sea Monster                                      | 1966 | Japan                                  | Godzilla / daikaiju                                                                 | :Chapter 14   |
| Godzilla vs. SpaceGodzilla                                        | 1994 | Japan                                  | Godzilla / daikaiju                                                                 | [ 2 ]         |
| Gorgo                                                             | 1961 | Ireland, United Kingdom, United States | sea monster                                                                         | [ 6 ]         |
| Grabbers                                                          | 2012 | Ireland, United Kingdom                | tentacled                                                                           | [ 1 ]         |
| He's a Dragon                                                     | 2015 | Russia                                 | Dragon                                                                              | [ 24 ]        |
| Helluva Good Luck                                                 | 1999 | Czech Republic                         | Dragon                                                                              | [ 25 ]        |
| Helluva Good Luck 2                                               | 2001 | Czech Republic                         | Dragon                                                                              | [ 26 ]        |
| The Host                                                          | 2006 | South Korea                            | amphibious                                                                          | [ 1 ]         |
| Ilya Muromets                                                     | 1956 | Soviet Union                           | Dragon                                                                              | [ 27 ]        |
| Invasion of Astro-Monster                                         | 1965 | Japan, United States                   | Godzilla / daikaiju                                                                 | [ 2 ]         |
| It Came from Beneath the Sea                                      | 1955 | United States                          | radioactive octopus                                                                 | [ 28 ]        |
| Jack the Giant Slayer                                             | 2013 | United States                          | giants                                                                              | [ 4 ]         |
| Journey to the Beginning of Time                                  | 1955 | Czechoslovakia                         | dinosaurs                                                                           | [ 29 ]        |
| Jurassic World                                                    | 2015 | United States                          | dinosaurs                                                                           | [ 4 ]         |
| King Kong                                                         | 1933 | United States                          | King Kong                                                                           | [ 6 ]         |
| King Kong vs. Godzilla                                            | 1962 | Japan, United States                   | King Kong / Godzilla                                                                | :Chapter 42   |
| Kong: Skull Island                                                | 2017 | United States                          | King Kong                                                                           | [ 30 ]        |
| Mega Shark Versus Crocosaurus                                     | 2010 | United States                          | shark and crocodile                                                                 | [ 31 ]        |
| Mega Shark Versus Giant Octopus                                   | 2009 | United States                          | shark and octopus                                                                   | [ 32 ]        |
| Mega Shark Versus Mecha Shark                                     | 2014 | United States                          | shark                                                                               | [ 33 ]        |
| Mighty Joe Young                                                  | 1949 | United States                          | giant gorilla                                                                       | [ 34 ]        |
| Mighty Joe Young                                                  | 1998 | United States                          | giant gorilla                                                                       | [ 35 ]        |
| The Mist                                                          | 2007 | United States                          | various                                                                             | [ 4 ]         |
| Monsters                                                          | 2010 | United Kingdom                         | six-legged, tentacled beast                                                         | [ 1 ]         |
| Monsters vs. Aliens                                               | 2009 | United States                          | various                                                                             | [ 4 ]         |
| Mothra                                                            | 1961 | Japan                                  | daikaiju / giant moth                                                               | [ 36 ] [ 37 ] |
| Mothra vs. Godzilla                                               | 1964 | Japan                                  | Godzilla / daikaiju                                                                 | [ 2 ]         |
| Night of the Lepus                                                | 1972 | United States                          | mutated rabbits                                                                     | [ 20 ]        |
| On the Comet                                                      | 1970 | Czechoslovakia                         | Dinosaurs, Sea monster                                                              | [ 38 ]        |
| Outlander                                                         | 2008 | United States                          | Moorwen                                                                             | [ 4 ]         |
| Pacific Rim                                                       | 2013 | United States, Mexico                  | daikaiju / mecha                                                                    | [ 1 ]         |
| Primeval                                                          | 2007 | United States                          | crocodile                                                                           | [ 4 ]         |
| Princ Bajaja                                                      | 1971 | Czechoslovakia                         | dragon                                                                              | [ 39 ]        |
| Rampage                                                           | 2018 | United States                          | Giant Three Monsters - George the Gorilla, Lizzie the Alligator, Ralph the Werewolf | Upcoming      |
| Reign of Fire                                                     | 2002 | United Kingdom, Ireland, United States | dragons                                                                             | [ 4 ]         |
| Reptilicus                                                        | 1961 | Denmark, United States                 | prehistoric reptile                                                                 | [ 40 ]        |
| The Return of Godzilla                                            | 1984 | Japan                                  | Godzilla / daikaiju                                                                 | [ 2 ]         |
| Rock Monster                                                      | 2008 | United States                          | rock monster                                                                        | [ 16 ]        |
| Rodan                                                             | 1956 | Japan                                  | flying daikaiju                                                                     | [ 41 ]        |
| Shin Godzilla                                                     | 2016 | Japan                                  | Godzilla                                                                            | [ 2 ] [ 42 ]  |
| Snow Dragon                                                       | 2013 | Czech Republic                         | Dragon                                                                              | [ 43 ]        |
| Son of Godzilla                                                   | 1967 | Japan                                  | Godzilla / daikaiju                                                                 | :Chapter 92   |
| Space Amoeba                                                      | 1970 | Japan                                  | daikaiju                                                                            | :75–76        |
| Spider-Man                                                        | 1978 | Japan                                  | swordfish                                                                           | [ 45 ]        |
| The Story of Voyages                                              | 1983 | Soviet Union, Czechoslovakia, Romania  | Dragon                                                                              | [ 46 ]        |
| Super 8                                                           | 2011 | United States                          | alien                                                                               | [ 4 ]         |
| Tarantula                                                         | 1955 | United States                          | spider                                                                              | [ 47 ] [ 7 ]  |
| Tentacles                                                         | 1977 | Italy, United States                   | octopus                                                                             | [ 48 ]        |
| Terror of Mechagodzilla                                           | 1975 | Japan                                  | Godzilla / daikaiju / mecha                                                         | :Chapter 24   |
| Them!                                                             | 1954 | United States                          | radioactive ants                                                                    | [ 1 ] [ 7 ]   |
| Tremors                                                           | 1990 | United States                          | Graboids                                                                            | [ 1 ]         |
| Trollhunter                                                       | 2010 | Norway                                 | troll                                                                               | [ 1 ]         |
| World Without End                                                 | 1956 | United States                          | mutated spiders                                                                     | [ 7 ]         |
| Wrath of the Titans                                               | 2012 | United States, United Kingdom, Spain   | monsters from Greek mythology                                                       | [ 4 ]         |
| The X from Outer Space                                            | 1966 | Japan                                  | Guilala / daikaiju                                                                  | [ 49 ]        |
| Za humny je drak                                                  | 1982 | Czechoslovakia                         | Dragon                                                                              | [ 50 ]        |
| Zarkorr! The Invader                                              | 1996 | United States                          | daikaiju                                                                            | [ 51 ]        |
| The Arctic Giant                                                  | 1942 | United States                          | Dinosaur-esque monster                                                              | [ 52 ]        |
|                                                                   |      |                                        |                                                                                     |               |
| The Food of the Gods                                              | 1976 | United States                          | Giant Rats                                                                          | [ 52 ]        |

## Vezi și
- Listă de filme cu monștri